# Чупикинья
 Чупикинья  (исп. Chupiquiña) — вулкан на границе Чили (область Арика-и-Паринакота) и Перу. Высота — 5784 м.
Это самый северный вулкан в Чили. Входит в состав двойного вулкана вместе с вулканом Такора, расположенным южнее.
Вулкан Чупикинья имеет правильную коническую форму и покрыт снегом и ледниками начиная с высоты 5500 м. Многочисленные залежи серы расположены в седле между Такора и Чупикинья.